# Wildpoldsried
Wildpoldsried település Németországban, azon belül Bajorországban. Lakosainak száma 2591 fő (2023. december 31.).

## Népesség
A település népessége az elmúlt években az alábbi módon változott:
| Lakosok száma | 811  | 1813 | 1775 | 1917 | 2500 | 2532 | 2574 | 2567 | 2580 | 2591 |
|               | 1875 | 1950 | 1975 | 1987 | 2012 | 2014 | 2016 | 2017 | 2021 | 2023 |